# Crayon Shin-chan: Buriburi ōkoku no hihō
Série
Crayon Shin-chan: Akushon Kamen tai Haigure Maō
(1993) Crayon Shin-chan: Unkokusai no yabō
(1995)
Pour plus de détails, voir Fiche technique et Distribution.
Crayon Shin-chan: Buriburi ōkoku no hihō (クレヨンしんちゃん ブリブリ王国の秘宝, Kureyon Shinchan: Buriburi ōkoku no hihō), littéralement « Crayon Shin-chan : le trésor du royaume de Buri Buri », est un film japonais d'animation humoristique sorti en 1994. D'une durée de 96 minutes, il est réalisé par Mitsuru Hongo (en).
Il est le second film de la franchise Crayon Shin-chan.

## Synopsis
L'histoire s'ouvre sur une nuit sombre au palais impérial du royaume de Buri-Buri. Des hommes masqués portant un costume de serpent se faufilent à l'intérieur de la chambre du prince Sunnokeshi et le kidnappent. Les gardes royaux tentent d'arrêter l'enlèvement, sans trop de succès. En apprenant la nouvelle de l'enlèvement, le roi ordonne à ses soldats de partir à la recherche du prince, sous le commandement de Ruru Ru Ruru, cheffe de la garde personnelle du prince.
Dans les jours qui suivent, de mystérieuses personnes espionnent la famille Nohara. Un soir, alors qu'ils retournent du marché, Misae et Shin-chan voient trois hommes en complet opérant un jeu de loterie avec un symbole de serpent blanc. Misae est alors forcée de laisser son fils jouer sous les supplications de celui-ci, et Shin-chan gagne impressionnement le premier prix, des vacances au royaume de Buri Buri. Après leur départ, il est révélé que le jeu de loterie avait été fait exprès pour que Shin-chan gagne. De retour chez eux, la famille Nohara est très heureuse de pouvoir passer des vacances au soleil.
Le lendemain, la famille Nohara va à l'aéroport, ayant laissé leur chien Shiro chez des voisins. Ils embarquent dans un avion arborant le même logo de serpent blanc, et se rendent compte que l'avion est étrangement vide. Les seuls occupants sont les Nohara, les employés de bord et un couple, Nina et Sally. Peu avant l'atterrissage, les employés et le couple se révèlent être membres d'un gang, la société du serpent blanc, et menacent de kidnapper la famille. Ils réussissent à leur échapper en s'éjectant de l'avion, avant de tomber dans la jungle de Buri Buri.
Dans la forêt, la famille rencontre un groupe de singes aux comportements similaires à Shin-chan. Ceux-ci se lient d'amitié avec les Nohara et les amènent vers les ruines d'un temple. Les singes leur y donnent de la nourriture, et la nuit tombée, Shin-chan reçoit un étrange objet en forme de nez de cochon de la part d'un des singes. Après avoir fait leurs adieux aux singes, la famille continue son périple à travers la jungle et retrouvent la civilisation en localisant des rails. Ils embarquent dans le prochain train qui y passe et rencontrent Ruru, qui prend Shin-chan pour le prince Sun. Elle leur explique alors sa mission de devoir retrouver le prince, mais est interrompue par le couple et les autres agents du serpent blanc. Le gang réussit à Kidnapper Shin-chan, malgré les efforts de Ruru et de ses parents pour les arrêter.
Les agents amènent Shin-chan dans la base secrète de leur chef, Anaconda, et de son bras droit, Mr. Hub. Après une brève discussion avec l'otage, Anaconda jette Shin-chan dans une cellule. Il y rencontre le prince Sun-chan, qui lui révèle que le but d'Anaconda est de retrouver le légendaire trésor du royaume de Buri Buri, situé dans un palais rempli de pièges. Ils ne peuvent accéder au palais seulement qu'en plaçant Shin-chan et Sun-chan dans des trous de la forme des deux enfants. Pour rassurer Sun-chan, Shin-chan lui montre les bêtises habituelles qu'il fait à ses parents, qui parviennent à le faire rire.
Le jour suivant, Anaconda, Mr. Hub et cinq agents du serpent noir amènent les deux garçons au temple perdu. Ils réussissent à entrer par la méthode décrite par le prince et parviennent au trésor, non sans que trois agents soient tués dans les pièges. Les deux agents restant, le couple, semblent ne pas apprécier Anaconda et Hub, qui ne semblent pas se préoccuper d'autre chose qu'eux-mêmes. Anaconda parvient à localiser le trésor, qui s'agit d'une vieille lampe rouillée. Il effectue une danse devant la lampe, et un génie sort de celle-ci, disant pouvoir accorder un seul vœu à Anaconda.
Hiroshi, Misae et Ruru arrivent finalement au palais, par l'entremise d'une puce qu'elle avait placé sur Nina. Pendant qu'Anaconda est distrait par les nouveaux arrivants, Shin-chan utilise le vœu en demandant au génie de lui ramener l'autographe de sa présentatrice préférée. Mr. Hub en profite pour aller dans la cave du temple d'où il tire une lampe dont lui seul connaissait l'existence. Hub trahit alors Anaconda, tandis que le couple rejoint le groupe de Shin-chan.
Après que Hub exécute sa dance devant le génie, Anaconda utilise le vœu au détriment de Hub, demandant au second génie de devenir l'homme le plus puissant du monde. Après que son vœu soit exaucé, Anaconda fait de Hub son esclave, et ce dernier décide d'aller combattre Ruru. Anaconda devient alors un monstre géant, peinant à contrôler ses pouvoirs. Sun-chan dit alors à Shin-chan que le seul moyen d'arrêter le carnage est de mettre deux objets en forme de nez de cochon dans deux trous du temple pour forcer sa destruction, mais dit qu'il n'en a qu'un seul. Shin-chan sort alors de sa poche un autre nez de cochon, celui qu'il a reçu chez les singes. Les deux garçons insèrent les artéfacts et le temple se détruit, tuant Hub and Anaconda dans sa chute. Sun-chan, Shin-chan et les autres s'enfuient dans le bateau de Ruru, qui les invite à un banquet au palais impérial.
Le film se termine sur Shin-chan racontant l'histoire à son chien Shiro.

## Fiche technique
Sauf indication contraire, les informations mentionnées dans cette section peuvent être confirmées par la base de données cinématographiques IMDb,  présente dans la section « Liens externes ».
- Titre original : クレヨンしんちゃん ブリブリ王国の秘宝
- Réalisation : Mitsuru Hongo (en)
- Scénario : Keiichi Hara  et Mitsuru Hongo, d'après l'œuvre originale de Yoshito Usui
- Production : Hitoshi Mogi (ja), Kenji Ōta (ja) et Takashi Horiuchi
- Musique : Toshiyuki Arakawa (en), Kyōko Kishi (chanson thème)
- Animation : Katsunori Hara (ja) et Noriyuki Tsutsumi (ja)
- Montage : Hajime Okayasu (en)
- Son : Akira Ōkuma (ja)
- Sociétés de production : Shin-Ei Animation, Asatsu-DK et TV Asahi
- Distribution : Tōhō, Bandai Visual (DVD, Japon) et Luk Internacional S.A. (DVD, Espagne)
- Budget : 1.07 milliards ¥ JPY (~10 288 461 $ (USD)) versés aux acteurs[1]
- Box Office : 2.06 milliards ¥ JPY (~19 807 692 $ (USD))
- Pays d’origine :  Japon
- Langue originale : japonais
- Genre : Animation, comédie et aventure
- Durée : 96 minutes
- Date de sortie :
  - Japon : 23 avril 1994
  - Hong Kong : 15 août 1998
  - Espagne : 4 mai 2005

## Distribution
- Akiko Yajima : Shin-chan (ja)
- Miki Narahashi (en) : Misae
- Keiji Fujiwara : Hiroshi
- Taeko Yamada : Prince Sunnokeshi
- Sayuri Yamauchi (en) : Ruru Ru Ruru
- Kōsei Tomita (en) : Anaconda
- Kōji Nakata : Mister Hub
- Yūsaku Yara : Nina
- Kaneto Shiozawa : Sally
- Seizō Katō (en) : Le démon de Buri-Buri
- Rokurō Naya (en) : Le démon noir
- Kōhei Miyauchi : Le roi
- Satomi Kōrogi (en) : L'enfant singe
- Yumi Takada (en) : Professeure Yoshinaga
- Mari Mashiba (en) : Kazama-kun
- Tamao Hayashi (ja) : Nene-chan
- Chie Satō (en) : Bō-chan
- Reiko Suzuki : La grand-mère d'à côté
- Shigezō Sasaoka (en) : Capitaine
- Takumi Yamazaki : Guarde #1
- Hirohiko Kakegawa : Guarde #2
- Naoki Bandō (en) : Guarde #3
- Hiro Yūki : Directeur
- Etsuko Komiya (ja) : Elle-même

## Accueil
Le film est sorti en Inde le 17 octobre 2008 sur Hungama TV sous le nom Treasures of the Buri Buri Kingdom. Il est sorti avec des sous-titres en anglais en VCD par PMP Entertainment.